# Abisch Meisels
Abisch Meisels (* 9. Oktober 1893 in Kulików, Galizien, Österreich-Ungarn (heute: Ukraine); † Februar 1959 in London) war ein österreichisch-jüdischer Theaterautor.

## Leben und Wirken
Abisch Meisels wuchs nach dem frühen Tod seines Vaters Israel G. Meisels, der Schreiber war, bei seinen Großeltern auf. Sein Großvater war Kantor, sein Urgroßvater Rabbiner. Meisels interessierte sich schon in seiner Schulzeit fürs Theater und versuchte sich an Theatertexten, inspiriert aus der Bibel. 1910 riss er nach Czernowitz aus, wo er eine Uhrmacher-Lehre begann. Er wurde früh Mitglied des Tarnopoler Gordin-Clubs, wo er auch auf die Bühne trat. Nach Ausbruch des Ersten Weltkriegs und dem anfänglichen Rückschlag der österreichisch-ungarischen Armee weit hinter die eigenen Grenzen floh er, wie ein großer Teil der jüdischen Bevölkerung, vor der russischen Armee und geriet in ein Flüchtlingslager auf dem Gebiet des heutigen Tschechien, schließlich nach Wien. Dort verfasste er sein erstes Theaterstück: Die Tragödie der abtrünnigen Jüdin.
1916 schrieb Meisels das patriotische Stück Die jüdische Heldin oder Herz und Hand fürs Vaterland (ein ähnlich lautender Film, Mit Herz und Hand fürs Vaterland, wurde 1915 vom k.u.k. Kriegspressequartier hergestellt), das an der Jüdischen Bühne in Wien aufgeführt wurde.
Nach dem Krieg war Meisels vorübergehend am Lemberger jüdischen Theater tätig. In den 1920er-Jahren spielte er mit eigenen Gruppen, die sich vor allem aus Wiener Schauspielern zusammensetzten, in tschechoslowakischen Kurorten.
1927 wurde Meisels erste jiddische Revue, Von Sebistow nach Amerika, im Jüdischen Künstlerkabarett uraufgeführt. Dort erschienen bis 1937 zahlreiche weitere Revuen Meisels. Nachdem Meisels' frühe Stücke die österreichisch-ungarische Monarchie bejahten, waren Meisels' spätere Stücke (Meisels war ab 1907 Zionist) vom Zionismus geprägt, wie etwa das im Jänner 1928 erschienene Stück Auf nach Tel-Aviv. Seine Revuen wurden in der Tschechoslowakei, Rumänien, Łódź und Paris nachgespielt.
Meisels war Mitglied der Vereinigung der hebräischen und jiddischen Presse-Berichterstatter in Wien und Korrespondent der Lemberger jiddischen Zeitschrift Der Najer Morgen. Meisels lebte in der Wallensteinstraße 31/17 in Wien-Brigittenau mit seiner in Lemberg geborenen Frau Klara (1896–1960), die selber Schauspielern an jüdischen Bühnen war, und Tochter Ruth. Er war als Journalist und Souffleur gemeldet.
Nach dem  „Anschluss“ Österreichs ergriff die Familie eine Theatertournee in der Tschechoslowakei als Chance zur Emigration. Abisch Meisels wurde mit etwa 100 weiteren Journalisten von den Briten aus Prag nach London gebracht, Klara und Ruth konnten erst Ende Dezember nachkommen. Meisels war 1942 Mitbegründer des New Yiddish Theatre in der Adler Street, wo er als „playwright“ und „prompter“ weiterarbeitete. Er adaptierte Stücke von Jizchok Leib Perez und Abraham Goldfaden und übersetzte Der Kaufmann von Venedig für Regisseur Robert Atkins und brachte seine eigenen Stücke, Juden fahren nach Israel und Eine Hochzeit in Whitechapel zur Aufführung.
Meisels war weiterhin publizistisch tätig und schrieb unter anderem über seine Erinnerungen ans jiddische Theater in Österreich, teilweise unter dem Pseudonym A. Rikelson, das er dem Vornamen seiner Mutter Rikel entlehnte. 1955 nahm er am PEN-Kongress in Wien teil, 1959 starb er in London.
Seine Tochter Ruth, verheiratete Schneider, wurde ebenfalls Schauspielerin und spielte unter anderem 2007 am Jewish Theater Austria. Ihr Enkel, David Schneider, ist Autor und Komiker in London.

## Werke (Auswahl)
Dramen:
- 1915: Die Tragödie der abtrünnigen Jüdin (Wien)
- 1916: Nach zwanzig Jahren, der Golem von Prag (Wien)
- 1916: Kapitän Dreifus (Wien)

Revuen:
- 1927: Von Sebistow nach Amerika (Wien)
- 1928: Auf nach Tel-Aviv (Wien)
- 1929: Die Wiener Rebbyzin (Wien)
- 1935: Ohne Zertifikat nach Palästina (Wien)
- 1936: Hallo! Hallo! Hier Radio Jerusalem (Wien)
- 1936: Chassene im Städtel (Wien)
- 1937: Kol Nidre im Galuth (Wien)

Übersetzungen ins Jiddische und Adaptierungen in London:
- 1946: The Merchant of Venice (London, Regie: Robert Atkins)
- 1940er: Ahasverus (Original-Autor: Abraham Goldfaden)
- 1940er: The three Gifts (Original-Autor: Jizchok Leib Perez)
- 1940er: Erdgeist (Original-Autor: Frank Wedekind)
- 1940er: Pygmalion (Original-Autor: George Bernard Shaw)
- 1940er: Othello (Original-Autor: William Shakespeare)

## Verweise